# Zinha
Antônio Naelson Matías (* 23. Mai 1976 in Itajá, Rio Grande do Norte, Brasilien), bekannt als Zinha, ist ein ehemaliger Fußballspieler der mexikanischen Nationalmannschaft. Er ist auch unter dem Namen Sinha bekannt, trägt jedoch die Schreibweise Zinha auf dem Trikot.

## Karriere

### Verein
Der gebürtige Brasilianer Zinha ist nur 163 cm groß und zählt somit zu den kleinsten Spielern. Nachdem er bis zu seinem 21. Lebensjahr in den unteren brasilianischen Ligen gespielt hatte, wurde der mexikanische Klub Saltillo aus der zweiten Liga auf ihn aufmerksam. Seit 1999 spielte der Mittelfeldspieler für den Deportivo Toluca FC, mit dem er bereits viermal die mexikanische Meisterschaft gewinnen konnte. 2017 beendete er hier seine aktive Laufbahn, nachdem er von 2014 bis 2016 an Querétaro Fútbol Club ausgeliehen war.

### Nationalmannschaft
Zinha ist einer der wenigen eingebürgerten Spieler, die es je in der mexikanischen Nationalmannschaft gab. 2003 wurde er in Mexiko eingebürgert, was zu großen Kontroversen führte. Heute ist er ein allseits akzeptierter Spieler der Nationalmannschaft. Zinha spielte 2004 für Mexiko in der Olympiamannschaft. Sie erreichten nur den dritten Platz der Gruppe A, hinter den Gruppengewinnern Mali und Südkorea, und schieden damit frühzeitig aus. Beim Konföderationen-Pokal 2005 in Deutschland verhalf er Mexiko mit einem spektakulären Tor zum Sieg gegen Japan. Mexiko erreichte den 4. Platz des Turnieres. Zudem spielte er auch beim Gold Cup und war auch bei der Fußball-Weltmeisterschaft 2006 in Deutschland im Aufgebot von Nationaltrainer Ricardo La Volpe, wobei er gegen den Iran sogar ein Kopfballtor erzielte.
Kurz vor dem CONCACAF Gold Cup 2011 wurde er zusammen mit gleich vier Mannschaftskameraden positiv auf Clenbuterol getestet und vom Turnier suspendiert. Vom Vorwurf des Dopings wurde er jedoch später freigesprochen, weil verunreinigtes Fleisch vermutet wurde. Er kam im Anschluss aber kaum noch zu weiteren Einsätzen.

## Persönliches
Er lebt mit seiner mexikanischen Frau und einer Tochter in Toluca.

## Erfolge
- Mexikanischer Meister: Apertura 2002, Apertura 2005, Apertura 2008, Bicentenario 2010